# Pseudohypoparathyreoidismus
Der Pseudohypoparathyreoidismus ist eine seltene Erkrankung, bei der Symptome einer Nebenschilddrüsenunterfunktion auftauchen, obwohl die Nebenschilddrüse genug Parathormon in das Blut ausschüttet. Die Parathormonwirkung bleibt aus, weil phasenweise oder dauerhaft Störungen am G-Protein-gekoppelten Rezeptor des Parathormons oder der intrazellulären Signalkaskade mit entsprechender Organresistenz gegen Parathormon vorliegen. Dabei ist die intrazelluläre cAMP-Produktion vermindert.
Der Pseudohypoparathyreoidismus kann allein auftreten, aber auch Teil der hereditären Albright-Osteodystrophie sein, bei der Kleinwuchs, ein rundes Gesicht, verkürzte Finger, Übergewicht, subkutane Verkalkungen und eine unterschiedlich schwere mentale Retardierung bestehen.
Beim Pseudopseudohypoparathyreoidismus liegt hingegen eine Albright-Osteodystrophie ohne Störungen des Calcium-Stoffwechsels vor.
Laborchemisch zeigt sich wie bei der klassischen Nebenschilddrüsenunterfunktion ein zu niedriges Calcium (Hypokalziämie) bei erhöhtem Phosphat (Hyperphosphatämie), jedoch bei normalem oder erhöhtem Parathormon. Im Urin ist Phosphor vermindert (aber bei Hypoparathyreoidismus erhöht). Der cAMP-Spiegel im Urin ist bei Typ 1 vermindert, aber bei typ 2 und beim  Hypoparathyreoidismus erhöht.
Manchmal finden sich typische Verkürzungen des vierten Mittelhandknochens (Brachymetacarpie) und des vierten Mittelfußknochens (Brachymetatarsie), vor allem bei Typ 1a, manchmal auch bei Typ 1b.
Eine Folge des Pseudohypoparathyreoidismus mit oft erhöhten PTH-Werten ist die Osteopenie.

## Einteilung
Je nach Erscheinungsbild werden vier Typen unterschieden, für die sich auch unterschiedliche Ursachen finden, wobei die Abgrenzung des Typ 1c nicht eindeutig ist:
- Typ Ia: es besteht gleichzeitig eine Albright-Osteodystrophie. Die Nieren sind PTH-resistent, d. h. bei Gabe von Parathormon steigen die Konzentrationen von cAMP und Phosphat im Urin nicht wie normalerweise an. Darüber hinaus besteht oft eine Resistenz auch gegenüber anderen Hormonen, besonders oft gegenüber Thyrotropin. Die Aktivität der Alpha-Untereinheit des Calcium-sensitiven G-Protein-Rezeptors ist vermindert, da auf dem diese Untereinheit codierenden Gen GNAS eine heterozygote Loss-of-Function-Mutation vorliegt, wie sie für die Albright-Osteodystrophie typisch ist. Dabei sind die Exons 1-3 des GNAS-Gens betroffen, das sich in einem komplexen Abschnitt auf dem Chromosom 20 findet. Während Splicing-Alternativen normalerweise durch eine DNA-Methylierung der alternativen Promotoren auf dem maternalen oder paternalen Allel unterbunden werden, können sie nun aktiviert werden und als Transkript-Alternativen u. a. mit Exon 2-13 exprimiert werden.

- Typ Ib: wie bei Typ 1a besteht eine renale PTH-Resistenz, auch Resistenzen gegen andere Hormone, v. a. Thyreotropin sind möglich. Jedoch liegt keine Albright-Osteodystrophie vor. Die genetische Ursache ist unbekannt, jedoch besteht eine abnormale Methylierung des GNAS-Gens, das die Alpha-Untereinheit des G-Protein-gekoppelten Rezeptor des Parathormons codiert. Hierdurch kommt es zu einem Ausfall der Expression des maternalen Allels.
Der Typ 1b tritt in der Regel sporadisch auf. Eine seltene Variante des Typ 1b ist die paternale uniparentale Disomie des Chromosoms 20, bei der statt eines maternalen und eines paternalen Allels nur zwei Allele des Vaters vorliegen.
Seltene familiäre Formen des Typ 1b können durch maternale Deletionen im GNAS-Gen oder etwas häufiger im centromerisch gelegenen STX16-Gen für Syntaxin 16 verursacht werden.
Da im proximalen Tubulus der Niere im Wesentlichen das maternale GNAS-Allel exprimiert wird und das paternale Allel dort kaum zur GNAS-Expression beiträgt, erklärt ein Verlust des maternalen Allels die PTH-Resistenz in der Niere, ebenso wie in der Schilddrüse mit Thyreotropin-Resistenz und in der Hypophyse.
- Typ Ic: ist identisch zu Typ 1a, außer dass die Rezeptor-unabhängige cAMP-Produktion in vitro erhalten bleibt. Es besteht ein Defekt in der katalytischen Einheit des PTH-Rezeptor.
- Typ II:  es gibt vermutlich mehrere Unterformen, eine Albright-Osteodystrophie liegt nicht vor. Im Gegensatz zum Typ 1 ist die cAMP-Produktion normal stimulierbar. Während der Phosphor-Level im Urin bei Parathormon-Infusion nicht ausreichend steigt, steigt der cAMP-Spiegel hingegen normal an. Der PTH-Rezeptor ist intakt, die Ursache ist unbekannt, die Störung liegt im Bereich der cAMP-vermittelten Zellstimulation.[3]

## Therapie
Bei erheblicher Hypokalzämie muss Kalzium intravenös appliziert werden, z. B. als Kalziumglukonat, und später weiter dauerhaft oral substituiert werden.
Da gleichzeitig der Phosphor-Spiegel hoch ist (Hyperphosphatämie), besteht die Gefahr, dass Kalzium und Phosphor ausfallen und akute oder subakute Kalzifizierungen in Gefäßen, im Gehirn und in anderen Weichgeweben bilden. Diese Gefahr besteht vor allem, wenn das Produkt aus Kalzium- und Phosphor-Spiegel über 55 mg2/dl2 liegt. Daher muss gegebenenfalls ein Phosphatbinder wie Sevelamer eingesetzt werden.
Zur Verbesserung der enteralen Resorption von Kalzium muss auch aktiviertes Vitamin D gegeben werden, etwa Calcitriol, das auch die PTH-Sekretion vermindert und damit die osteopenischen Effekte abmindert.